# Jantina Noorman
Jantina Noorman (Berkelland, Guéldria, 1930) é uma mezzo-soprano, organista, professora e maestrina holandesa.

## Carreira
Filha de um médico que tocava harmônio e de uma cantora diletante, aprendeu a ler música com o pai e com 14 anos formou um conjunto musical com seus amigos, onde tocava violão. Com 17 anos mudou-se com a família para os Estados Unidos, onde esperavam encontrar uma situação melhor do que a que reinava nos Países Baixos do pós-guerra. Lá começou a se preparar para uma carreira de professora de música na Universidade de Illinois. Entrando em contato com uma cantora sul-africana, foi convidada a gravar seu primeiro álbum para o selo Folkways, cantando canções folclóricas neerlandesas com acompanhamento ao violão composto por ela mesma, uma gravação pioneira em seu âmbito. Na mesma época já despertara seu interesse pela música antiga pré-clássica, e passou a atuar no conjunto Collegium Musicum, mantido pela Universidade de Illinois, participando da gravação de um álbum. No fim da década de 1950 mudou-se para a Inglaterra, onde casou e onde tomou algumas lições de canto com Margaret Ritchie. Através dela conheceu Michael Morrow, que em 1961 a convidou para participar do recém-fundado grupo Musica Reservata.
Apesar de ser praticamente uma autodidata em canto, a sua grande versatilidade vocal a tornou a principal estrela do Musica Reservata, e com este grupo seu nome se projetou internacionalmente no campo da música antiga. Morrow foi um dos grandes protagonistas do movimento de resgate de práticas e estilos musicais autênticos para a interpretação do repertório pré-clássico, rejeitando a sua execução a partir das concepções românticas e pós-românticas ainda em vigor na década de 1960, que desvirtuavam a apreciação e o correto entendimento daquelas músicas e produziam edições "corrigidas" e arranjadas. Influenciado por grupos folclóricos que ainda mantinham vivas antigas tradições, e estudando as fontes manuscritas originais, contrário ao uso de edições modernas, Morrow concebeu uma nova abordagem do canto e da execução instrumental, com a qual Noorman, pelo seu envolvimento com o folclorismo, prontamente se identificou, desenvolvendo um estilo incomum de cantar que se tornou sua marca registrada, com uma sonoridade rasgada, anasalada, vibrante e penetrante, e despida do tradicional e onipresente vibrato.
Ela não usava essa abordagem em todas as peças, mas apenas naquelas em que julgasse adequada, e gravou independentemente álbuns de canções de Schubert e Debussy seguindo as convenções para a música romântica. De toda forma, esse estilo mais radical causou polêmica na época. Mark Fitzgerald, recordando o impacto de sua aparição, disse que o sistema musical, acostumado a interpretações polidas e edulcoradas oferecidas por conjuntos acadêmicos como os de Oxford e Cambridge, recebeu um grande choque ao ser confrontado com o estilo do Musica Reservata e da sua principal cantora. Para os críticos mais conservadores, esse estilo era inadequado e insuportável. Nigel Fortune, por exemplo, resenhando o álbum A Florentine Festival, disse que "a áspera recriação de Jantina Noorman do que presumivelmente seria a música de rua é intensamente desagradável. Se eu a ouvisse apenas uma vez, poderia tolerá-la como uma tentativa de realismo, mas seguramente não a eternizaria num disco. Além disso, sua abordagem mais 'normal' se afasta dos padrões mais altos de interpretação". Mas para outros, sabedores de que há bastante evidência histórica apoiando essa interpretação, e insatisfeitos com a aplicação de padrões modernos para a música antiga, ela foi saudada como uma revelação eletrizante, recebendo múltiplas apreciações elogiosas e mesmo entusiasmadas, e tornando-se uma referência para outros cantores que buscavam maneiras não convencionais de explorar a música antiga.
Uma crítica na revista Gramophone dizia que seu controle da afinação e sua habilidade no fraseado tornavam suas interpretações "estonteantes". Ian Bent, escrevendo uma resenha sobre o álbum Music from the Time of Christopher Columbus, que recebeu o Prêmio Edison, disse: "Há, por exemplo, uma pletora de arte na maneira como Jantina Noorman canta o lamento ao pé da cruz Está la reyna. Sua sonoridade forte, entrando e saindo da peça sem variar seu volume e afinação, é infinitamente mais comovente do que aquilo que poderíamos chamar de um tratamento 'menos robusto' e 'mais artístico'." Falando sobre o mesmo álbum, David Fallows disse que ela, com sua extraordinária versatilidade vocal, era a principal responsável pelo crítico ter-se sentido transportado para um outro tempo e uma outra cultura.  O musicólogo Howard Mayer Brown afirmou que as performances de Noorman careciam de tudo o que havia sido convencionado entender como cortesão e refinado, mas faziam sucesso e eram convincentes porque encarnavam uma concepção forte, coerente e pessoal da música. Para a musicóloga Elizabeth Upton, seu estilo combinava muito bem com a sonoridade dos instrumentos antigos, especialmente os de sopro, cujo timbre é mais áspero e estridente do que seus similares modernos.
Paralelamente à sua participação no Musica Reservata, fez carreira como professora de canto e ministrou master classes, foi regente do Bath Children's Choir, foi solista do Bath Cantata Group, participou de vários festivais, deu muitos recitais independentes, às vezes acompanhando a si mesma ao órgão, e atuou como convidada em apresentações de outros conjuntos. O crítico Gaëtan Naulleau considerou insuperável sua encarnação esganiçada e violenta da Feiticeira da ópera Dido and Aeneas, de Purcell, gravada com Andrew Parrott e os Taverner Players, que recebeu o prêmio Diapason d'or. Para ele, Noorman "cobre de ridículo todas as suas concorrentes: o timbre é esse — e nenhum outro". Contudo, após a dissolução do Musica Reservata em meados da década de 1980, ela praticamente se retirou de cena, passando a cantar principalmente em serviços litúrgicos da igreja da sua comunidade.
Hoje é reconhecida como uma das pioneiras da renovação das práticas de canto no campo da música antiga, ainda é um termo comparativo para avaliação de outros cantores, e seu estilo interpretativo é visto como original, vivo, inovador, e como uma leitura bastante plausível de como certos tipos de música pré-clássica devem ter soado em sua própria época. O crítico Joel Flegler disse que ela foi uma das cantoras mais originais de nosso tempo, Para March et alii, ela é "inesquecível".